# Revue systématique

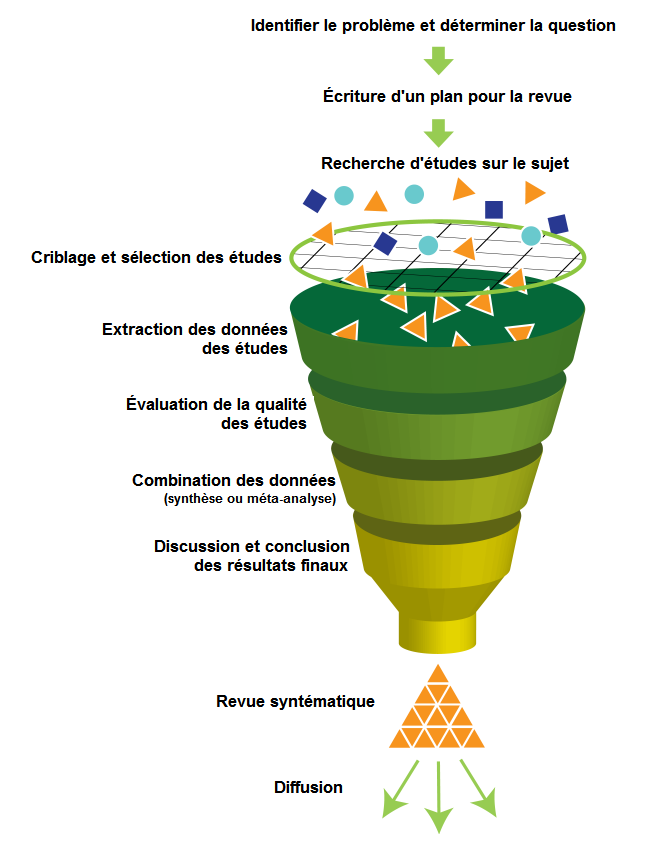
Ce diagramme illustre ce que font les auteurs d'une revue systématique.

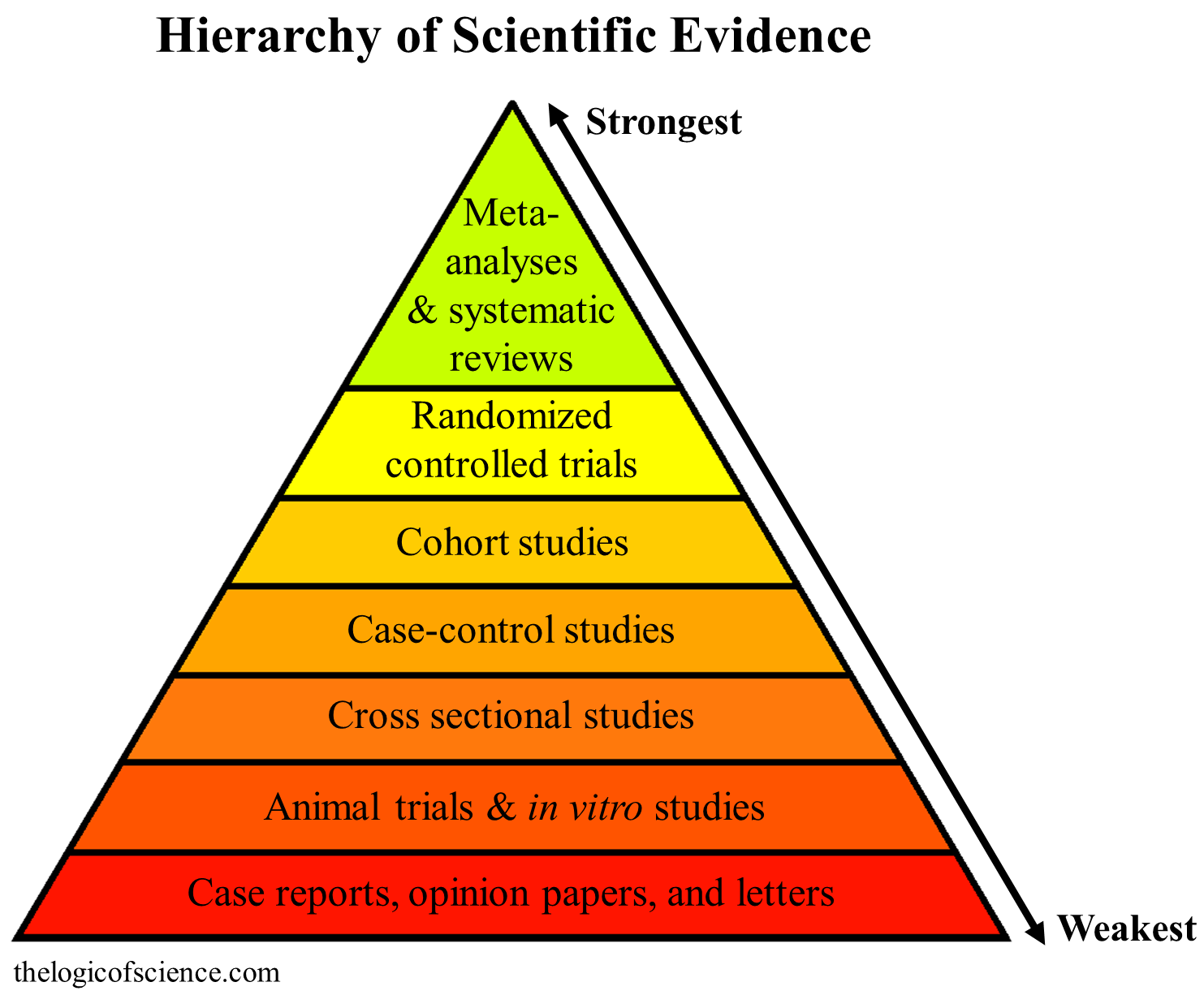
Une revue systématique est considérée comme la forme de preuve la plus fiable.

Une revue systématique est un travail de collecte, d'évaluation critique et de synthèse des connaissances existantes sur une question donnée. Cette question bien définie est issue de l'étude d'une problématique posée par un commanditaire, un gestionnaire, un praticien, un chercheur...
Il s'agit, contrairement à une revue narrative et non systématique de la littérature, de minimiser les biais pouvant être inhérents soit à la matière première (données, connaissances) soit à la conduite de la revue elle-même, afin d'atteindre la plus grande objectivité possible. Les biais ne pouvant pas être réduits à zéro, il s'agit donc de les mettre en lumière et de les prendre en compte dans le travail de synthèse afin que tout lecteur des résultats et conclusions de la revue puisse se les approprier en toute connaissance de cause, en en comprenant les limites et le niveau de confiance (incertitude) des résultats.
La revue systématique peut notamment être utilisée pour produire une cartographie systématique. « Une revue systématique est la synthèse rigoureuse et reproductible des résultats de toutes les études originales existantes répondant à une même question de recherche. Une méta-analyse est la synthèse statistique des études incluses dans la revue systématique. »
De nombreuses revues systématiques sont publiées par Cochrane, qui met à disposition des ressources dans plusieurs langues.

## Production et objectifs
Les revues systématiques demandent un investissement important en temps et en force de travail, en particulier lorsque c'est la première fois que la question de synthèse est formulée. En contrepartie, leur grande traçabilité et l'archivage de toutes les étapes réalisées permettent par la suite une mise à jour plus facile, en fonction de l'avancement des connaissances.
Les revues systématiques permettent :
- d'identifier des lacunes dans la littérature scientifique : manque de recherche, recherches ayant utilisé des méthodes très différentes, faiblesses dans les méthodes des études...
- ...ou au contraire de mettre en avant lorsque des recherches supplémentaires ne semblent pas nécessaires lorsque les résultats sont bien établis et cohérents.
- de synthétiser un ensemble de preuves, ce qui peut réduire le temps requis pour lire chaque étude individuelle
- d'examiner des résultats conflictuels ou des querelles entre experts ou groupes de manière objective, en essayant de savoir d'où provient la variabilité des résultats ;
- d'apporter des arguments robustes pour la prise de décision, la production de recommandations et de directives ;
- d'élever des garde-fous vis-à-vis de tentatives d'influencer les résultats, ceci grâce à la transparence des méthodes, à la relecture par les pairs du protocole et du rapport final, à la publication du protocole de la revue avant sa conduite et à la surveillance des garants (Collaborations) par leur implication ou les journaux qui publient des revues avec tous leurs documents connexes.

Certains programmes de doctorat européens acceptent que la thèse de doctorat soit fondée entièrement ou en partie sur une revue systématique.

## Étapes de réalisation[4],[5],[6]
1. Identification d'une question de recherche jugée importante, d'une incertitude (ex : "Est-ce que médicament X réduit le risque d'avoir des nausées ?", "Est-ce qu'enseigner la lecture au moyen d'un programme informatique améliore la compréhension du texte?")
2. Brèves recherches pour déterminer si une revue systématique récente existe déjá sur le sujet (Ex via PROSPERO, PubMed, Cochrane)
3. Sélection des auteurs et des parties impliquées dans la réalisation (consommateurs, politiciens, bibliothécaires, statisticiens, patients, experts du domaine, chercheurs, etc.) avec possible gestion des conflits d'intérêts (ex : exclusion des personnes ayant un intérêt dans les résultats)
4. Formulation d'une question de recherche
  1. En santé et en travail social la méthode PICO décrivant des éléments pertinents à inclure dans cette question est souvent utilisée. PICO signifie Population/Perspective/Problème, Intervention [ou exposition], Comparaison, Outcomes/résultats. La Temporalité et les Studies/études sont parfois ajoutés.
5. Établissement des critères d'inclusion et d'exclusion prédéfinis indiquant quelles études seront incluses ou non
6. Réalisation d'un plan d'étude (protocole) suivant les normes de bonne pratique (ex : normes PRISMA, PRISMA-P ou MECIR)
  1. Création d'éventuels formulaires d'extraction des données (ex : tableau avec des espaces pour le titre de l'étude, son année de publication, etc.)
7. Enregistrement et publication du protocole de l'étude et de son titre (ce qui évite les doublons, permet de rendre visible le fait qu'une revue est en cours et réduit le risque de ne pas publier des analyses planifiées ou de rajouter des analyses non planifiées*) dans un registre spécialisé (ex : PROSPERO)
8. Recherche des études pertinentes dans la littérature scientifique (publiée ou non, en cours ou terminées) et dans la littérature grise
9. Sélection des études jugées pertinentes après lecture complète des articles, exclusions
10. Traduction des études en langue étrangère (si nécessaire, par exemple via GoogleTranslate ou DeepL)
11. Extraction des données (ex : titre de l'étude, année de publication, nombre et âge des participants, interventions, comparateurs, résultats)
12. Évaluation du risque de biais des études incluses (par exemple avec l'outil d'évaluation du risque de biais Cochrane, ROBINS-I [7])
13. Présentation des résultats (ex : tableaux de "Résumé des résultats")
14. Analyse des données, évaluation de la certitude offerte par les preuves (par ex via l'approche GRADE) et éventuelle(s) synthèses statistiques (méta-analyse(s))
15. Présentation des modifications réalisées au plan d'étude (si présentes)
16. Écriture des conclusions
17. Révision et relecture par des pairs avant publication
18. Dissémination des résultats (ex : conférences, vidéos, flyers, billets de blog, traductions, présentations, articles)
19. Mises à jour (soit planifiées, dès l'apparition de nouvelles preuves ou selon les demandes existantes, par ex : demande de l'OMS durant une épidémie)

Des logiciels spécialisés, parfois gratuits, facilitant la réalisation des revues systématiques existent (ex : RevMan, RevManHal , GRADEpro, RobotReviewer, Covidence, EPPI-Reviewer, Abstrackr, SUMARI, CReMS, etc.) et peuvent être consultés sur un site web spécialisé.
À but comparatif, une revue systématique Cochrane complète nécessite environ 2 ans de travaux depuis la réalisation du plan d'étude avant que celle-ci ne soit publiée et l'équivalent de 1100 heures de travail.
*les revues systématiques étant souvent rétrospectives (focalisées sur des études déjà publiées), la protection contre ce risque peut être limitée.

## Limites et critiques
- De nombreuses revues systématiques[12] ne sont jamais mises à jour[10]. Il est possible que les conclusions d'une revue systématique deviennent incorrectes (ou le soient déjà lorsqu'elle est publiée si les dernières recherches d'études à inclure datent trop) à la suite de l'apparition de nouvelles études répondant à sa question de recherche.
- Réaliser une revue systématique peut prendre un temps considérable (souvent plus de 6 mois). Il peut ainsi arriver que la revue systématique soit publiée trop tard pour ses utilisateurs-cible (par ex : après qu'une épidémie soit terminée).
- L'exhaustivité d'une revue systématique n'est pas garantie : il reste très souvent possible que des preuves (publiées ou non) n'aient pas été découvertes (par ex : articles dans une base de données n'ayant pas été parcourue par manque d'accès, articles manqués par erreur, articles en langue étrangère [13], articles payants inaccessibles)
- Une revue systématique dépend des preuves existantes et accessibles. Lorsque celles-ci sont absentes, insuffisamment rapportées, biaisées (ex : preuves en faveur d'une intervention toutes publiées contre une minorité des preuves en défaveur) ou de très mauvaise qualité, il est possible qu'une revue systématique ne soit pas en mesure d'établir des conclusions ou que ses conclusions soient peu fiables.
- Des revues systématiques sur un même thème peuvent présenter des conclusions différentes, ce qui peut porter à confusion lorsque les motifs à ces différences restent inexpliqués.
- Une revue systématique peut être réalisée sans suffisamment de diligence (ex : les auteurs ne suivent pas leur plan d'étude et n'indiquent pas pourquoi) et sa publication n'implique pas forcément une modification des pratiques ou un impact. En 2017, Page et al. ont estimé que seulement 6% des protocoles de revues systématiques incluses dans le registre PROSPERO décrivent avec suffisamment de détails les résultats (outcomes) les intéressant[14]. Lorsqu'un protocole existe, les auteurs de revues systématiques réalisent souvent des écarts à celui-ci[15].
- Certaines étapes des revues systématiques impliquent une part de subjectivité (sélection des études, évaluation de la qualité, synthèse narrative des résultats). Par exemple dans les revues Cochrane il a été montré que des groupes de chercheurs se basant sur les mêmes informations peuvent juger différemment (ex : "risque élevé" vs "faible risque") le risque de biais présents dans une même étude [16].
- De nombreuses revues systématiques concluent sur la nécessité de conduire davantage de recherches sans tenir compte du poids des preuves relevées. Cette recommandation est bien souvent faîte sans exposer précisément les points particuliers qui mériteraient d'être approfondis[17].

## Évaluation critique d'une revue systématique
Des outils spécifiques ont été développés pour évaluer la qualité de la réalisation (qualité méthodologique) d'une revue systématique, tels que l'outil AMSTAR II. L'outil CASP permet également d'évaluer l'applicabilité des résultats. L'outil AMSTAR II implique par exemple d'évaluer 16 points dont :
a) dans quelle mesure la revue systématique a suivi un protocole préalablement publié (ont-ils suivi leur plan ?)
b) si l'extraction des données a été réalisée par deux auteurs de manière indépendante
c) si les études exclues après lecture complète de l'article ont été rapportées avec leurs motifs d'exclusion (expliquent-ils les exclusions  ?)
et d) si la recherche des études pertinentes était suffisamment exhaustive (ont-ils trouvé toutes les preuves pertinentes ?)
Certains outils recommandent spécifiquement de ne PAS calculer un score total lors de l'évaluation critique (ex : X points sur 16) car ceux-ci prédisent mal la fiabilité de la revue. Par exemple une revue systématique bien conçue obtenant un bon score total (ex : 15 points sur 16) mais perdant un point car ses auteurs ont inclus toutes les études identifiées sans juger de leur qualité risque d'être peu fiable (les résultats pourraient être basés sur des études très mal réalisées) mais aurait obtenu un bon score total.
Quelques outils pour évaluer une revue systématique dans un domaine particulier :
- Éducation : ?[précision nécessaire]
- Sciences sociales : ?[précision nécessaire]
- Soins infirmiers : Echelle du Joana Briggs Institute (JBI)
- Sciences sociales et de la santé : AMSTAR II[18], l'outil CASP, l'outil du Center for Evidence Based Medicine (CEBM), l'outil ROBIS portant sur le risque de biais
- Management : Echelle du Center for Evidence-Based Management (CEBMa)
- Autre : l'outil de l'Autorité européenne de sécurité des aliments (EFSA)[19]

## Développements actuels
- Les revues systématiques "vivantes" ou "actualisées" (living systematic reviews) sont des revues systématiques régulièrement mises à jour (tous les 6 mois ou moins) ayant pour objectif d'incorporer les nouvelles preuves au fur et à mesure que celles-ci apparaissent dans la littérature[20]. L'objectif étant en partie d'éviter qu'une revue systématique ne soit déjà obsolète quelques mois après sa publication[21]. Il est notamment recommandé de réaliser celles-ci lorsque des incertitudes persistent quant à une question jugée importante et lorsqu'il est jugé probable que de nouvelles preuves soient publiées dans un futur proche[22]. Les revues systématiques vivantes nécessitent qu'une revue systématique "standard" soit préalablement réalisée[22]. Certains auteurs sont préoccupés par le risque augmenté que des erreurs s'introduisent lors des multiples mises à jour et par les possibles difficultés que pourraient rencontrer les professionnels de la santé pour rester à jour face à ces documents régulièrement modifiés[21].
- Les revues rapides (rapid reviews) sont des revues de la littérature s'inspirant des méthodes de réalisation des revues systématiques mais abrégeant celles-ci de manière à obtenir des résultats dans des délais plus courts (habituellement <3 mois)[23]. Leur comparabilité face aux revues systématiques "standard" reste mal établie[23], bien qu'une comparaison ait montré que les conclusions de recherches systématiques ou abrégées peuvent être très similaires[24].
- Les aperçus d'un ensemble de revues systématiques (umbrella reviews ou systematic review overviews) sont des revues systématiques synthétisant d'autres revues systématiques de manière à regrouper un ensemble de résultats[25],[26]. Ceux-ci permettent de mettre en avant les points communs et les différences entre les différents résultats observés. Il n'existe actuellement que peu de guides pour leur réalisation dans le domaine de la santé[26].
- Certains développeurs travaillent sur des outils permettant d'envoyer automatiquement les tableaux de résultats des revues systématiques jusqu'à Wikipédia lorsque ceux-ci sont publiés[27].
- Le récent réseau LATITUDES (LATITUDES Network) vise à regrouper et à faciliter la découverte et l'utilisation des meilleurs outils d'évaluation de la qualité ou du risque de biais qu'il est possible d'utiliser dans les revues systématiques[28].
- Cochrane Crowd et TaskExchange permettent à des volontaires provenant du monde entier de participer à la réalisation des revues systématiques Cochrane.Il est également possible de traduire bénévolement les revues systématiques Cochrane de l'anglais jusqu'au Français.

## Collaborations de revues systématiques
Il existe dans le monde trois Collaborations visant à développer la méthodologie des revues systématiques, ses outils, et d'en garantir les standards de qualité : 
1. la Collaboration Cochrane[29] s'occupe de revues systématiques en médecine ;
2. la Collaboration Campbell[30], produit des revues systématiques en sciences humaines et sociales (éducation, pauvreté, criminologie...) ;
3. la Collaboration for Environmental Evidence[31] produit et publie des revues systématiques pour la gestion de l'environnement et la conservation de la biodiversité, des habitats et des services écosystémiques.

Ces trois Collaborations travaillent ensemble sur des questions mixant les différentes problématiques (ex : santé environnementale qui associe biodiversité et santé dans une approche One health maintenant promue par l'ONU) 

Celles-ci fournissent des directives et des guides de bonne pratique pour la bonne conduite des revues systématiques (par ex : le Cochrane Handbook for Systematic Reviews of Interventions).

## Formations à la réalisation d'une revue systématique
Des formations portant sur la réalisation d'une revue systématique sont disponibles en français :
- Au travers du BEST, un centre en collaboration avec le Joana Briggs Institute (JBI) à Lausanne, hôpital du CHUV, en Suisse
- Au travers du centre Cochrane Suisse situé à Lausanne et via le centre Cochrane France situé à Paris
- À l'université de Genève, en Suisse
- Au travers de vidéos mises en ligne
- Au travers du DU Revues Systématiques et Méta-Analyses en Santé d'Université Paris-Cité

Il existe également des formations en anglais : 
- Le DU Advanced Methods in Systematic Reviews and Meta-Analyses, aussi appelé Méthodes Avancées en Revues Systématiques et Méta-Analyses, d'Université Paris-Cité.